# Criminal: Francja
Criminal: Francja (fr. Criminal: France) – francuskojęzyczny miniserial kryminalno-psychologiczny zrealizowany na zlecenie platformy Netflix w ramach jej paneuropejskiego projektu siostrzanych miniseriali Criminal. Wyprodukowano 3 odcinki, które zostały udostępnione abonentom Netfliksa w dniu 20 września 2019 r. Reżyserem wszystkich odcinków był Frédéric Mermoud. 

## Fabuła
Podobnie jak w przypadku wszystkich odsłon projektu Criminal, akcja serialu toczy się wyłącznie w policyjnym pokoju przesłuchań oraz w bezpośrednio przyległych do niego pomieszczeniach. W tym przypadku są one zlokalizowane w jednym z policyjnych budynków w Paryżu. Na czele zespołu przesłuchującego od niedawna stoi młoda oficer Audrey. Jej nominacja została chłodno przyjęta przez pozostałych członków zespołu, zwłaszcza, że oznaczało to pominięcie przy awansie znacznie bardziej doświadczonego i szanowanego przez współpracowników Oliviera. W skład zespołu wchodzą również zbliżający się do emerytury Gérard, impulsywna Laetitia oraz wywodzący się z jednej z mniejszości etnicznych Omar. 

### Odcinki
| nr | tytuł    | fabuła | scenariusz                                     |
| -- | -------- | --- | ---------------------------------------------- |
| 1  | Émilie   | Policjanci przesłuchują Émilie, która straciła chłopaka w zamachu w Paryżu w listopadzie 2015. Sama wyszła z zamachu bez szwanku, a potem została aktywistką organizacji rodzin ofiar. Po latach ktoś zawiadomił policję, że w rzeczywistości nie było jej jednak na zaatakowanej przez terrorystów sali koncertowej, co oznaczałoby, że wyłudziła odszkodowanie. | Frédéric Mermoud, Mathieu Missoffe, George Kay |
| 2  | Caroline | Podejrzaną jest Caroline, będąca jedną z najważniejszych kobiet w zdominowanej przez mężczyzn francuskiej branży budowlanej. Policja oskarża ją o upozorowanie wypadku, w którym bardzo poważnie ucierpiał jeden z jej pracowników, głośno mówiący w mediach o złych warunkach pracy w firmie.                                                                    | Antonin Martin-Hilbert                         |
| 3  | Jérôme   | W czasie nocnego przesłuchania w ogniu pytań znajduje się Jérôme, który podejrzewany jest o dokonanie niedaleko klubu gejowskiego śmiertelnego pobicia z homofobicznych pobudek. | Mathieu Missoffe                               |

## Obsada
- Margot Bancilhon(inne języki) jako komandor policji Audrey Larsen
- Stéphane Jobert(inne języki) jako komandor policji Gérard Sarkissian
- Laurent Lucas jako kapitan policji Olivier Hagen
- Mhamed Arezki(inne języki)  jako brygadier policji Omar Matif
- Anne Azoulay(inne języki) jako brygadier policji Laetitia Serra
- Sara Giraudeau(inne języki) jako podejrzana Émilie Weber
- Nathalie Baye  jako podejrzana Caroline Solal
- Jérémie Renier jako podejrzany Jérôme Lacombe[2]

## Produkcja
Choć serial rozgrywa się we Francji, został w całości zrealizowany w Hiszpanii, a dokładniej w hali zdjęciowej na terenie ośrodka produkcyjnego Ciudad de la Tele w Madrycie. Z tej samej scenografii w tej samej hali korzystały również siostrzane seriale Criminal: Hiszpania i Criminal: Niemcy, a także (tylko w serii 1) Criminal: Wielka Brytania. 